# Кильская неделя

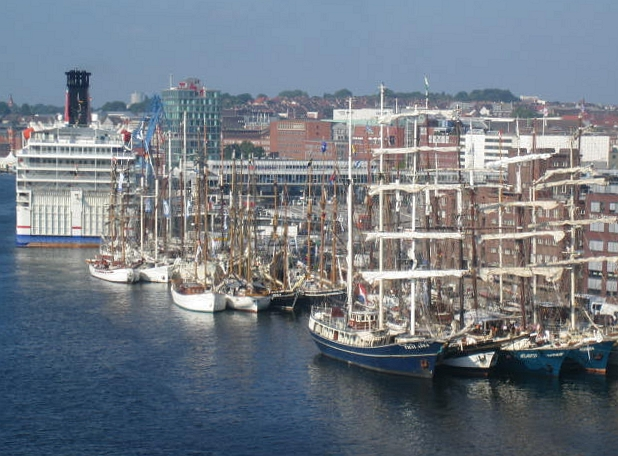
Парусники в порту Киля во время Кильской недели, 2006 год

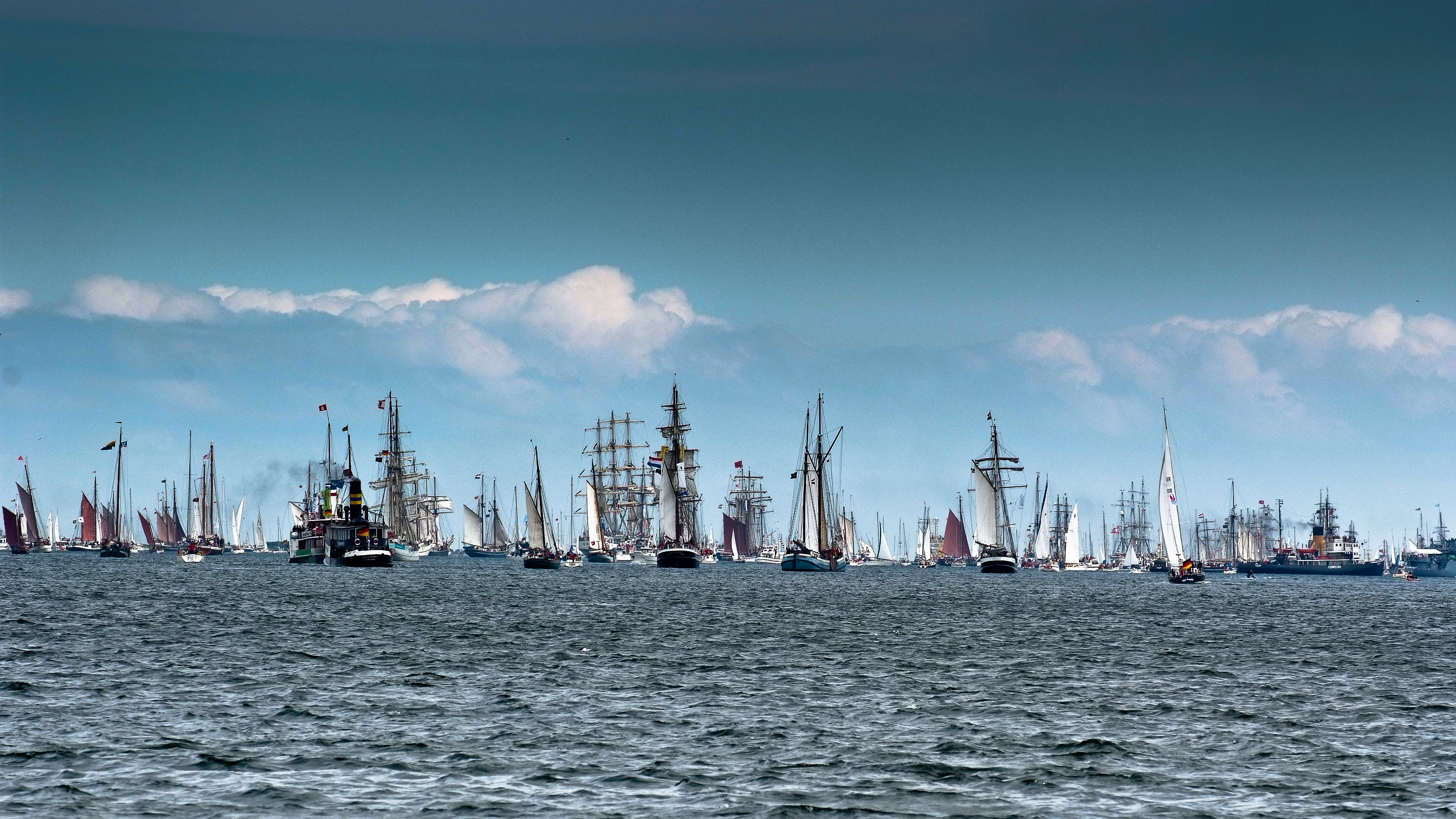
«Парад старых посудин»

Кильская неделя (нем. Kieler Woche) — важнейшее событие в мире парусного спорта и одновременно большой летний праздник на севере Германии.
Кильская неделя проводится в Киле ежегодно в последнюю неделю июня.
В настоящее время парусная регата — главное мероприятие Кильской недели — проходит в олимпийском центре Киль-Шилькзее.
Ежегодно на Кильскую неделю прибывает около 2000 судов и 3 миллиона туристов.
Устоявшимся элементом Кильской недели является музыкальный фестиваль, в котором принимают участие популярные музыканты со всего мира.
Одним из кульминационных моментов Кильской недели считается традиционный «парад старых посудин». Из порта выходят более 100 крупнотоннажных парусников, судов традиционной конструкции и сотни яхт. Обычно «парад старых посудин» проходит в воскресенье, в последний день праздника.

## История
- 23 июня 1882 года — первая гонка парусных судов, в которой приняло участие 20 яхт. Мероприятие имело огромный успех, и было решено проводить его ежегодно.
- 1889 год — регату впервые посетил германский император Вильгельм II.
- 1892 год — в регате приняло участие более 100 парусников
- 1894 год — регата получила название Кильской недели
- 1895 год — во время Кильской недели был открыт Кильский канал, в то время называвшийся Каналом кайзера Вильгельма
- 1907 год — на 25-летие Кильской недели в регате приняло участие 6 000 судов
- с 1914 по 1918 годы — Кильская неделя не проводилась в связи с Первой мировой войной
- 1936 год — в Киле впервые проходят парусные состязание Летних Олимпийских игр
- с 1940 по 1946 годы — Кильская неделя не проводилась в связи со Второй мировой войной
- сентябрь 1947 года — в Киле проходит первый фестиваль «Строящийся Киль» (нем. Kiel im Aufbau)
- конец июня 1948 года — проходит первая послевоенная Кильская неделя
- сентябрь 1948 года проходит второй фестиваль «Kiel im Aufbau»
- 1949 год — «Kiel im Aufbau» становится частью Кильской недели
- 1950 год — Кильскую неделю впервые посетил Теодор Хойс, первый президент Германии
- 1972 год — Вторые парусные состязания в Киле Летних Олимпийских игр
- 1982 год — 100-летний юбилей Кильской недели
- 1995 год — 100-летний юбилей Кильского канала